# Janet Devlin
Janet Devlin, volledige naam Janet Maureen Aoife Devlin (Gortin, Noord-Ierland, 12 november 1994), is een Noord-Ierse zangeres.

## Carrière
In 2011 deed Devlin mee aan het achtste seizoen van The X Factor. Tijdens haar auditie, op 20 augustus 2011, zong ze het lied "Your Song" van Elton John. Devlin bereikte uiteindelijk de kwartfinale waarna ze werd uitgeschakeld. Na haar deelname kreeg ze verschillende aanbiedingen om een album op te nemen.

## Privéleven
Devlin worstelde in haar tienerjaren enkele jaren met alcoholisme, annorexia en depressies. Na verschillende alcoholvergiftigingen en zelfmoordpogingen zocht daar op 22-jarige leeftijd hulp voor via onder andere Anonieme Alcoholisten.

## Discografie

### Albums
| Titel                 | Datum van uitgave |
| --------------------- | ----------------- |
| Hide & Seek           | 1 juli 2013       |
| Running with Scissors | 9 juni 2014       |
| Confessional          | 5 juni 2020       |

### Singles
| Titel                  | Jaar van uitgave |
| ---------------------- | ---------------- |
| Wonderful              | 2013             |
| House of Cards         | 2014             |
| Creatures of the Night | 2014             |
| Whisky Lullabies       | 2015             |
| Outernet Song          | 2016             |
| I Lied to You          | 2018             |
| Confessional           | 2019             |
| Saint of the Sinners   | 2019             |

## Tours
- The X Factor Live Tour (2012)
- The Imaginarium Tour (2013)
- My Delirium Tour (2014)
- Happy Mistakes: Unplugged Tour (2015)
- My Opium Tour (2016)
- Confessional Tour (2021)